# مرنفررع ای
مِر نِفِر رع ای پادشاهی از دودمان سیزدهم در مصر باستان بود که بر پایه نوشته‌های پاپیروس تورین برای ۲۳ سال و ۸ ماه و ۱۸ روز فرمانروایی کرد. این زمان یکی از طولانی‌ترین دوره‌های فرمانروایی در میان شاهان آن دودمان است؛ دودمانی که تعداد زیادی از شاهان با طول حکمرانی‌های بسیار کم را به خود دید.